# Sophie Ekman
Sophie Marie-Louise Ekman, född Wretlind den 15 november 1944 i Stockholm, är en svensk läkare.

## Biografi
Under åren 1972–1985 arbetade Ekman som skolläkare i Solna kommun för att sedan bli skolöverläkare och fortsätta sitt arbete där mellan åren 1985 och 2012.
Sophie Ekman har sedan 1987 även suttit i styrelsen för Läkare mot AIDS och styrelsemedlem och fundraiser för Stiftelsen Läkare Mot AIDS Forskningsfond sedan år 1988. År 1987 startade hon även den svenska delen av den amerikanska antidrogrörelsen "Just Say No".
Hösten 1993 startade Sophie Ekman en anti-rökkampanj där närmare 700 elever och föräldrar påbörjade rökstopp i Solnas skolor.[källa behövs] År 1994 avskaffade hon den så kallade "rökrutan" på Sveriges skolgårdar och var med i införandet av 18-årsgränsen på tobak.[källa behövs] Detta projekt medförde att Sophie Ekman tilldelades Solna kommuns första miljöpris.
I mars 1997 skrev Sophie Ekman tillsammans med professor Christoffer Gillberg en debattartikel om barn med neuropsykiatriska tillstånd publicerad i Dagens Nyheter.
Sophie Ekman publicerade i slutet av 1998 boken "Vi mår bra i skolan".
Tillsammans med Torsten och Ragnar Söderbergs stiftelser deltog Ekman i projektet med att renovera Tyska kyrkans klockspel som år 2004 återställdes efter branden som ägde rum år 1878. Invigningen av klockspelen ägde rum första advent år 2008.
Sophie Ekman är dotter till Arvid Wretlind. Hon var från 1967 gift med Elon Ekman (1940–2022) och de fick två barn.

## Priser
- Albert Schweitzer-medaljen 1988
- Solna stads miljöpris 1994